# Чернышова, Полина Ильинична
Поли́на Ильи́нична Чернышо́ва (род. 11 октября 1993, Москва) — российская актриса
 театра и кино.

## Биография
Родилась 11 октября 1993 года в Москве, в семье фотохудожника Ильи Чернышова. С детства занималась хореографией и современным танцем и пением.
В 2014 году окончила Театральное училище им. Б. В. Щукина (курс В. В. Иванова).
Получила известность после исполнения роли Аксиньи в экранизации романа М. А. Шолохова «Тихий Дон» режиссёра Сергея Урсуляка.
В 2015 году принята в Первую студию Вахтанговского театра. Её дебют на Вахтанговской сцене состоялся годом раньше. Полина сыграла статс-даму в детском спектакле «Кот в сапогах», поставленном её педагогом, профессором Владимиром Ивановым.

## Театральные работы
Дипломные работы
- «Поздняя любовь», А. Островский — Варвара Харитоновна Лебёдкина
- «Сон в летнюю ночь», У. Шекспир — Елена

Театр им. Вахтангова
- «Кот в сапогах», Ш. Перро — статс-дама
- «Женитьба Фигаро»
- «В Париже»
- «Возьмите зонт, мадам Готье!»
- «Мадемуазель Нитуш»
- «Медея»
- «Отелло»
- «Ричард III» — леди Анна
- «Сергеев и городок» — Любка / Милка / Наташа
- «Суббота, воскресенье, понедельник» — Вирджиния/служанка/, комедия Эдуардо де Филиппо в 3 действиях, постановка Лука де Фуско 2019 года.

Театр С.А.Д.
- «Шекспир. Ночь», спектакль-коллаж — леди Макбет / Мэб / Имогена / Герцогиня Амальфи / Порция

Театр на Малой Бронной
- 2017 — «Горе от ума», реж. Павел Сафонов — Софья

## Фильмография
- 2015 — Тихий Дон — Аксинья Астахова
- 2016 — Легенда о Коловрате — Анастасия
- 2017 — Доктор Рихтер — Ольга Ходасевич, врач-иммунолог
- 2018 — Облепиховое лето — Ольга, жена Вампилова
- 2019 — Перевал Дятлова — жена Темпалова
- 2021 — Красный призрак — Вера, военврач
- 2021 — Белый снег — Нина Гаврылюк
- 2021 — Собор — Дуня, жена Фёдора
- 2023 — Русский крест — ангел
- 2025 — Злой город — Дарья

## Награды
- Приз за лучшую женскую роль за роль Елены в спектакле «Сон в летнюю ночь» — на IX Международном театральном конкурсе во ВГИКе (2013)
- Театральная премия «Золотой лист» — за роль Варвары Харитоновны в спектакле «Поздняя любовь» (сезон 2013/2014)